# Claire Bailly
Claire Bailly , de son nom complet Claire Kehoua Bailly (née en 1984), est une chanteuse ivoirienne et bété, qui s'est fait également appelée Claire Bahi. C'est une des rares stars féminines du coupé-décalé, mais elle chante désormais à l'église comme servante de Dieu.

## Biographie
Claire Bailly naît le 10 juin 1984 à Daloa, dans le centre ouest de la Côte d'Ivoire, d’un père instituteur, éleveur et planteur et d’une mère ménagère, Zouzouco Agnès. Huitième d’une famille de treize enfants, elle accomplit son parcours scolaire dans la ville voisine d’Issia jusqu’à la classe de première. Ensuite, elle revient à Daloa pour y faire la classe de terminale. Mais elle ne reprend plus le chemin de l’école, obnubilée par d’autres projets. C’est ainsi qu’elle se présente au concours de beauté Miss Côte d’Ivoire en 1999. Lors de la présélection à Daloa, elle finit deuxième dauphine. L'année qui suit, elle se rend en Europe.
C'est au retour du pays qu'elle fait partie de cette génération qui montre un engouement pour le coupé-décalé dans la musique ivoirienne à partir des années 2000. En effet, après un passage sur Paris, elle revient en Côte d’Ivoire en 2005, précisément à Issia dans sa région d’origine, puis à Abidjan. Son parcours dans l’industrie musicale commence à Abidjan en 2007. Puis en 2008, elle lance un single intitulé A connait pas à demander.
Avec une cadence d’un single chaque année, tel que Loumouka en 2015, elle maintient une présence sur la scène ivoirienne au fil des années. Elle se signale  à l’occasion des fêtes populaires comme le Popo Carnaval à Bonoua en 2015. Elle s’associe le temps d’un titre, en 2016, avec un duo togolais, Toofan, sur un morceau intitulé J’aime ça. Toujours en 2016, elle est sacrée meilleure artiste coupé-décalé dans la catégorie féminine pour la première édition des oscars de la musique ivoirienne. En 2018, elle s’associe là encore le temps d’un titre à la chanteuse camerounaise Mani Bella, fusionnant dans ce titre deux genres de musique, le coupé-décalé ivoirien et le bikutsi camerounais. En 2019, elle est invitée pour la première fois au Festival des musiques urbaines d'Anoumabo (FEMUA), un festival rassemblant le meilleur de l'afro-pop en Afrique de l'Ouest,, et est rejointe sur scène, durant son show, par un « vétéran » ivoirien du coupé-décalé, Vetcho Lolas.
Claire Bailly marque sa séparation définitive avec le monde du coupé-décalé le 20 août 2022. Elle devient alors pasteur-évangélique et c'est à Yopougon quartier millionnaire, précisément à la Maison Charismatique de la deuxième gloire, que se tient sa cérémonie de consécration.

## Discographie
- 2008 : Bobarafitini
- 2009 : Eza renseignement
- 2011 : Comme ceci (en featuring avec DJ Arafat)
- 2012 : Tiens ça (en featuring avec DJ Arafat)
- 2013 : Avancer avancer
- 2014 : Vas-y
- 2015 : Loumouka
- 2016 : J'aime ça (en featuring avec Toofan)
- 2017 : Qui a dit
- 2018 : Fais le bien
- 2019 : Coupe Bikutsi (en featuring avec Mani Bella)
- 2019 : Jolie maman vient danser
- 2019 : Je t'ai eu
- 2020 : Jésus est mieux
- 2021 : Hozanna
- 2021 : Jésus n'est pas mort

## Distinctions
Ses chansons font d'elle une des stars du coupé-décalé en Côte d'Ivoire, ce qui lui vaut d'être nommée aux Kora Awars dans la catégorie des meilleures artistes ivoiriens féminins de l'année en 2012. En 2016, elle remporte un trophée au Quama Award à Bamako. Année de succès pour la chanteuse, elle décroche le prix du meilleur artiste féminin aux Awards du coupé-décalé 2016.